# Alumbre de hierro(III)
El alumbre de hierro(III), sulfato de hierro y amonio (III), NH4Fe(SO4 )2·12 H2O, o NH4 [Fe(H2O)6](SO4)2·6H2O, también conocido como sulfato férrico-amónico (FAS), es una sal doble de la clase de las alumbres, que está formada por compuestos de fórmula general AB(SO4)2·12H2O. Tiene la apariencia de cristales octaédricos, débilmente violetas. Ha habido cierta discusión sobre el origen del color de los cristales, algunos lo atribuyen a impurezas en el compuesto, y otros afirman que es una propiedad del propio cristal.
FAS es paramagnético, ácido y tóxico para los microorganismos. Es un agente oxidante débil, capaz de reducirse a sal de Mohr, sulfato ferroso de amonio.

## Síntesis
Este compuesto mineral puede prepararse simplemente a partir de una mezcla de soluciones acuosas de sulfato férrico y sulfato de amonio .
También es posible oxidar el hierro (II) del sulfato ferroso a Fe (III) para formar sulfato férrico, por ejemplo agregando ácido sulfúrico y ácido nítrico a la mezcla ferrosa. Sólo queda agregar la solución de sulfato de amonio a la solución para formar una solución compleja y turbia, donde precipitan los cristales hidratados de sulfato férrico de amonio.
- Oxidación :

{\displaystyle {\ce {6FeSO4 + 2HNO3 + 3H2SO4 -> 3Fe2(SO4)3 + 2NO + 4H2O}}}
- Síntesis :

{\displaystyle {\ce {Fe2(SO4)3 + (NH4)2SO4 -> 2NH4Fe(SO4)2}}}
Los ácidos nítrico y sulfúrico reaccionan con el sulfato ferroso para formar sulfato férrico, óxido nitroso y agua. El sulfato férrico mezclado con sulfato de amoníaco forma el precipitado de sal doble deseado. A continuación, la solución se somete a un análisis para detectar que ya no hay hierro (II).

## Empleo
Las áreas de uso de FAS incluyen el tratamiento de aguas residuales,  curtido,  producción de colorantes,  y como aguafuerte en la producción de componentes electrónicos.  Se ha utilizado en una amplia área de aplicaciones, incluidos equipos de refrigeración adiabática,  análisis bioquímico,  y síntesis orgánica. 